# Pegomya icterica
Pegomya icterica este o specie de muște din genul Pegomya, familia Anthomyiidae. A fost descrisă pentru prima dată de Holmgren în anul 1872. Conform Catalogue of Life specia Pegomya icterica nu are subspecii cunoscute.